# 愛知県道428号古真立津具線
愛知県道428号古真立津具線（あいちけんどう428ごう こまだてつぐせん）は、愛知県北設楽郡豊根村から同県同郡設楽町に至る一般県道である。

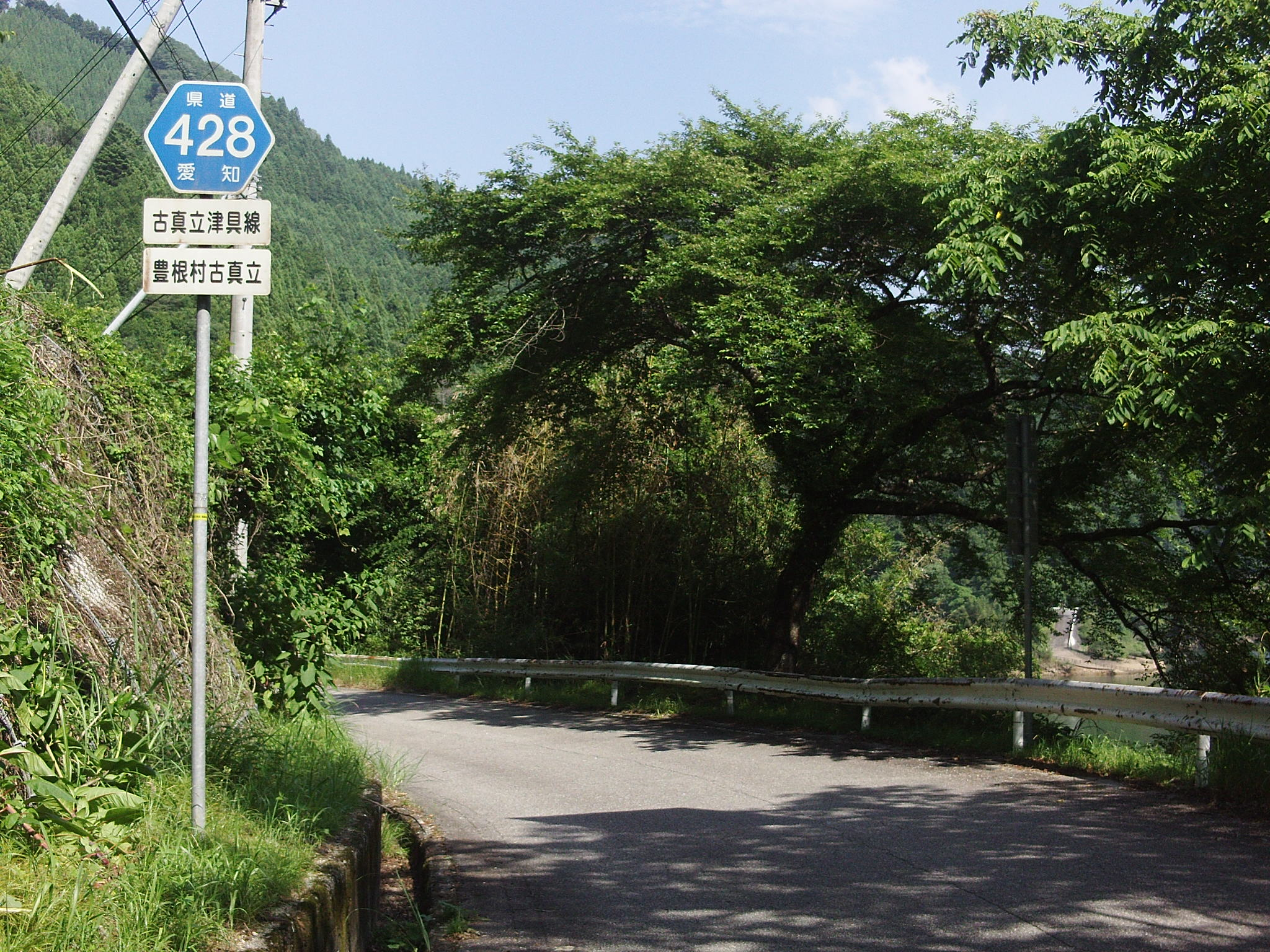
古真立。みどり湖の湖畔。

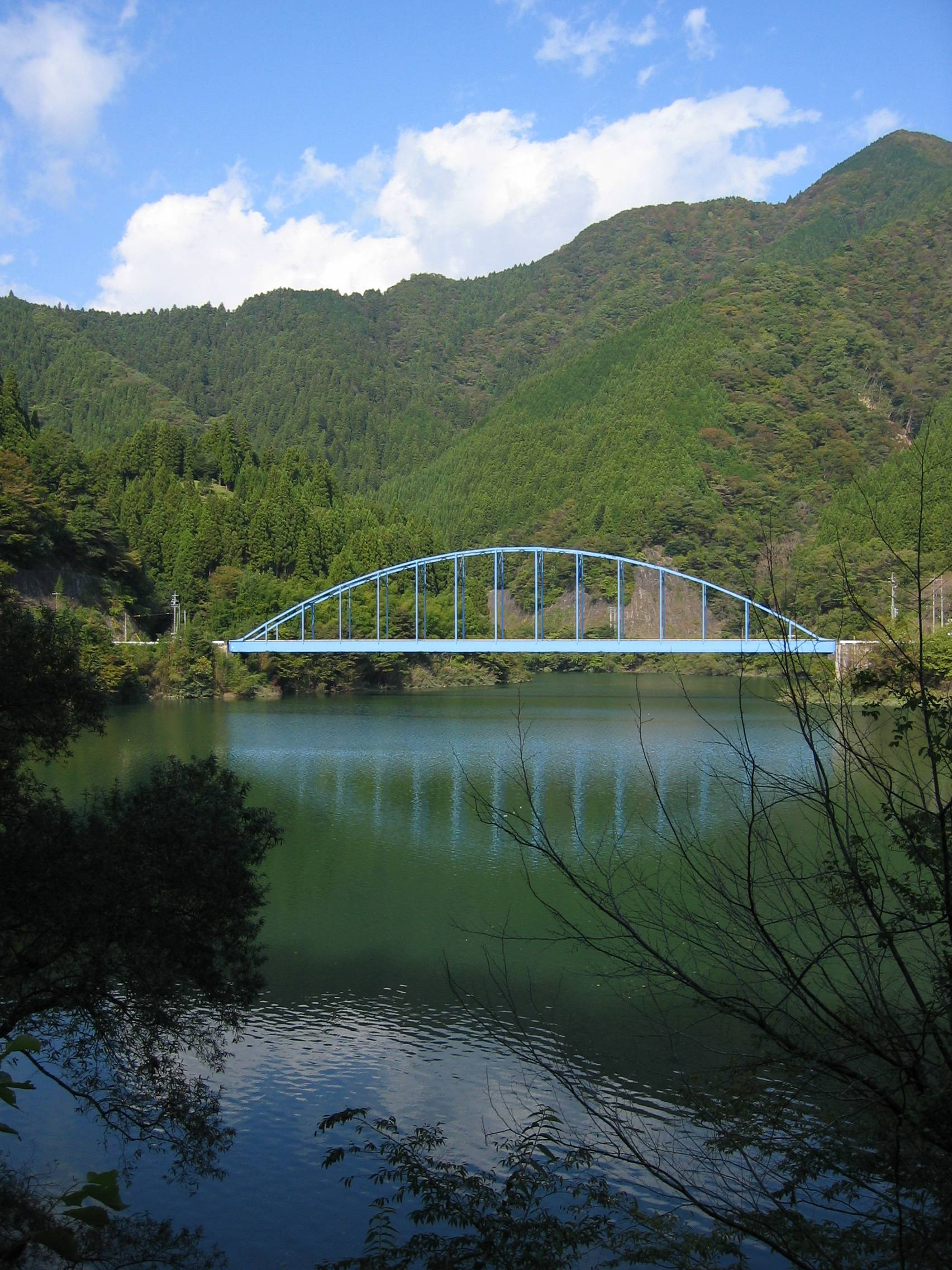
みどり湖に架かる豊根大橋。

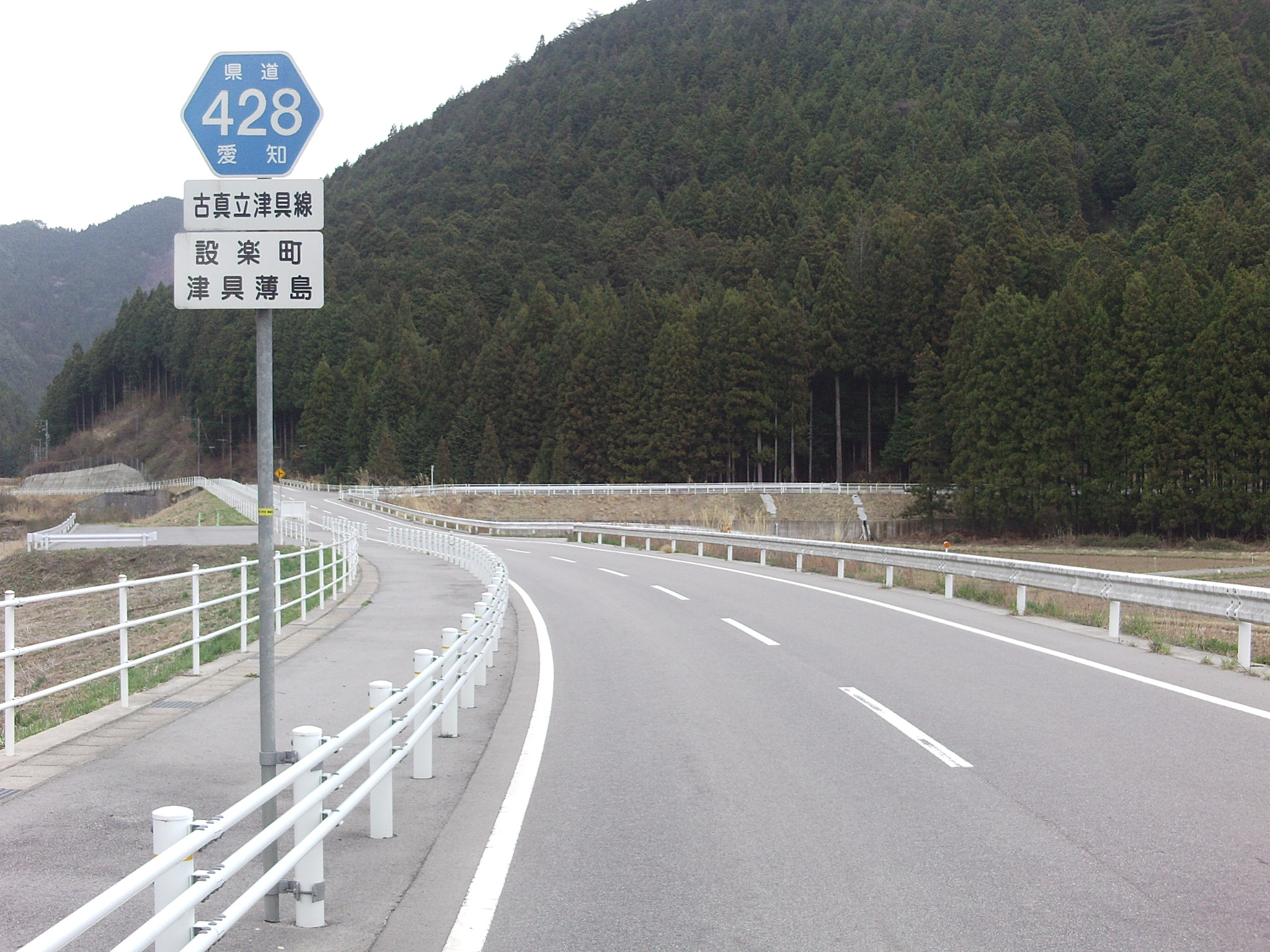
津具。津具川に沿うように県道が通る。

起点側で接続する県道古真立佐久間線の南半分が長期通行止めとなっている現在、新豊根ダムへの数少ないアクセス道路の1つである。

## 概要

### 路線データ
- 起点： 愛知県北設楽郡豊根村古真立（愛知県道1号飯田富山佐久間線交点）
- 終点： 愛知県北設楽郡設楽町津具見出（愛知県道80号東栄稲武線交点）

## 沿革
- 1959年（昭和34年）12月15日 : 認定。

## 接続路線
- 愛知県道1号飯田富山佐久間線（豊根村古真立一ノ沢：佐久間湖西岸・新豊根地下発電所付近）

この間古真立分地軒～分地峠～古真立田鹿までが未開通
- 愛知県道429号古真立佐久間線（豊根村古真立田鹿：熊野神社前・古真立栃瀬：豊根大橋東間で重複）
- 愛知県道74号阿南東栄線（豊根村下黒川下中・上黒川保木(黒川橋北西歩行者信号付近)間で重複）
- 国道151号（豊根村上黒川西金越・上黒川シットハ間で重複）
- 愛知県道427号坂宇場津具設楽線（設楽町津具大嶋・終点間で重複）
- 愛知県道80号東栄稲武線（設楽町津具見出）

## 通過する自治体
- 愛知県
  - 北設楽郡
    - 豊根村
    - 設楽町

## 沿線周辺
- 新豊根ダム（みどり湖）
- 豊根村役場
- 豊根村立豊根中学校
- 豊根村立豊根小学校
- 熊谷家住宅 - 国の重要文化財。
- 湯〜らんどパルとよね
- 設楽町津具総合支所